# Óskar Hrafn Þorvaldsson
Óskar Hrafn Þorvaldsson (Reykjavík, 25 ottobre 1973) è un ex calciatore islandese, di ruolo difensore.

## Carriera

### Club
Þorvaldsson giocò con la maglia del KR Reykjavík, dove militò dal 1991 al 1997. L'anno seguente, passò ai norvegesi dello Strømsgodset. Esordì nell'Eliteserien il 13 aprile 1998, quando fu titolare nella sconfitta casalinga per 0-2 contro il Rosenborg.

### Nazionale
Giocò 3 partite per l'Islanda. Debuttò il 10 settembre 1997, nella sconfitta per 4-0 contro la Romania.